# Брекспіпразол
Брекспіпразол, який зокрема продається під торговою маркою Rexulti, є атиповим антипсихотичним препаратом, що використовується для лікування шизофренії та великого депресивного розладу (ВДР). При шизофренії він може бути призначений дорослим і дітям віком від 12 років Брекспіпразол також можна використовувати для лікування ажитації, пов'язаної з деменцією. Препарат приймають перорально.
До поширених побічних ефектів належать: збільшення маси тіла та синдром, відомий як акатизія. Серед інших побічних ефектів можуть бути: злоякісний нейролептичний синдром, тардивна дискінезія, діабет, розлади контролю імпульсів та лейкопенія (низький рівень лейкоцитів у крові). Застосовування пацієнтами літнього віку з деменцією супроводжується підвищеним ризиком загальної смертності. Дані щодо обмеження застосування брекспіпразолу вагітним відсутні, або недостатньо досліджені. Вважається, що механізм дії препарату пов'язаний з впливом на дофаміну, серотоніну та норадреналіну у мозку.
Брекспіпразол був схвалений для застосування у медичній практиці в Сполучених Штатах у 2015 році та в Європі у 2018 році. Станом на 2022 рік препарат відсутній у вільному продажу на території Великої Британії. У США станом на 2022 рік, місяць лікування брекспіпразолом обійдеться у близько 1200 доларів США, незалежно від вмісту діючої речовини.